# گدی
گدی (به ایتالیایی: Ghedi) یک کومونه در ایتالیا است که در استان برشا واقع شده‌است. گدی ۶۰ کیلومتر مربع مساحت و ۱۹٬۰۱۲ نفر جمعیت دارد و ۸۵ متر بالاتر از سطح دریا واقع شده‌است.